# Campeonato Mundial de Futebol de Salão de 1997
O Campeonato Mundial de Futebol de Salão de 1997, foi a sexta edição do Campeonato Mundial de Futebol de Salão - FIFUSA. Tendo como país sede o México. Contou com a presença de 20 países. A Venezuela foi a grande campeã ao vencer na final a equipe do Uruguai por 4 - 0. O Brasil ficou em terceiro lugar e a Rússia em quarto.

## Final
| 1997 | Venezuela | 4 – 0 | Uruguai |  |
|      |           |       |         |  |

## Classificação final
| - 1º Venezuela - 2º Uruguai - 3º Brasil - 4º Rússia - 5º Argentina | - 6º Colômbia - 7º Costa Rica - 8º Bielorrússia - 9º Portugal - 10º Chéquia | - 11º Espanha - 12º México - 13º Bolívia - 14º Eslováquia - 15º Israel | - 16º Angola - 17º Marrocos - 18º Bélgica - 19º Japão - 20º Estados Unidos |  |

| Campeonato Mundial de Futebol de Salão de 1997 |
| ---------------------------------------------- |
| Venezuela 1º título                            |